# Shillem
Shillem ou Shalloum est un fils de Nephtali fils de Jacob et de Bilha. Ses descendants s'appellent les Shillémites.

## Shillem et ses frères
Shillem ou Shalloum a pour frères Yahtséel ou Yahtsiël, Gouni et Yétser,,.

## Shillem en Égypte
Shillem ou Shalloum part avec son père Nephtali et son grand-père Jacob pour s'installer en Égypte au pays de Goshen dans le delta du Nil.
La famille des Shillémites dont l'ancêtre est Shillem ou Shalloum sort du pays d'Égypte avec Moïse,.